# 人民解放军 (孟加拉国)
人民解放军（羅馬化：Gono Mukti Fouz）是孟加拉国的一个左翼武装组织，被孟加拉国当局定性为恐怖组织。该组织的意识形态与孟加拉国的其他左翼武装组织类似，如革命共产党、东孟加拉无产阶级党和东孟加拉共产党。该组织在孟加拉国西南部的几个地区最为活跃。
人民解放军获得了库什蒂亚不同政党领导人的援助。据人民解放军的一个领导人说，援助者包括库什蒂亚地区人民联盟副主席哈吉·拉比乌尔和总书记阿兹戈尔·阿里。南亚恐怖主义门户网站将该组织描述为“不活跃的恐怖/叛乱组织”。
2005年—2020年，该党的武装分子与孟加拉国政府军多次发生冲突，其中很多被政府军枪杀和抓捕。